# 坂面镇
坂面镇是中国福建省三明市尤溪县下辖的一个镇。

## 历史沿革
坂面镇原名坂面乡，2010年更名为坂面镇。

## 行政区划
坂面乡共辖21个行政村，分别是：
坂面村、下川村、蒋坑村、梧园村、大墘村、古迹村、仁厚村、青坑村、山面村、正山村、京口村、芹洋村、际头村、大坪村、华园村、肖坂村、后坑村、街面村、厚禄坪村、山岩村、永坑村。 